# Onitis menieri
Onitis menieri là một loài bọ cánh cứng trong họ Bọ hung (Scarabaeidae).